# Brixia stellata
Brixia stellata är en insektsart som beskrevs av William Lucas Distant 1917. Brixia stellata ingår i släktet Brixia och familjen kilstritar.
Artens utbredningsområde är Seychellerna. Inga underarter finns listade i Catalogue of Life.